# 베르트랑의 정리
베르트랑의 정리(Bertrand's theorem)는 고전역학에서 경계 궤도를 갖는 중심력 전위 중에는 모든 경계 궤도가 폐쇄 궤도라는 특성을 갖는 두 가지 유형의 중심력(방사형) 스칼라 전위만 있다고 명시한다.
첫 번째 전위는 중력 또는 정전기 전위와 같은 역제곱 중심력이다:
{\displaystyle V(r)=-{\frac {k}{r}}} with force {\displaystyle f(r)=-{\frac {dV}{dr}}=-{\frac {k}{r^{2}}}}.
두 번째는 방사형 고조파 발진기 전위이다:
{\displaystyle V(r)={\frac {1}{2}}kr^{2}} with force {\displaystyle f(r)=-{\frac {dV}{dr}}=-kr}.
이 정리는 발견자인 조제프 베르트랑의 이름을 따서 명명되었다.